# CR-Baureihe SS3
Die CR-Baureihe SS3 (chinesisch 韶山3, Pinyin Shaoshan 3) sind Wechselstrom-Elektrolokomotiven der chinesischen Staatsbahnen mit der Achsfolge Co’Co’, die für den Einsatz vor Personen- und Güterzügen bestimmt sind. Die Leistung der SS3 beläuft sich auf 4800 kW. Die SS3 ist eine schwere elektrische Güterzuglokomotive mit sechs Achsen und wurde  vom CSR-Werk in Zhuzhou entwickelt und gebaut. Des Weiteren wurde die SS3 von den Lokomotivfabriken in Ziyang und Datong hergestellt.
Das Zhuzhou-Werk und das Zhuzhou Electric Locomotive Research Institute entwarfen im Dezember 1977 die SS3 auf der Grundlage der SS1, basierend auf den Erfahrungen aus der SS2 sowie unter Einflussnahme westlicher Technik. Die erste Lokomotive wurde am 30. Dezember 1978 vorgestellt. Anfang 1979 wurde die SS3 nach einigen geringfügigen Modifikationen zum Testlauf geschickt und 1980, nach weiteren Modifikationen, erneut evaluiert. Das Testergebnis zeigte, dass die SS3 die Konstruktionskriterien erfüllte und dem Fahrplanbetrieb zur Verfügung stehen kann. Die Lokomotive zeigte nach 210.000 gefahrenen Kilometern zufriedenstellende Leistungen.